# Vincenzo Massilla
Vincenzo Massilla (Atella, 22 ottobre 1499 – Bari, 1º febbraio 1580) è stato un giurista e politico italiano.

## Biografia
Nato da Guglielmo, medico, e Berardina de Simeone di Venosa, si trasferì a Napoli all'età di 12 anni, studiando lettere e in seguito legge. Nel 1519 si spostò a Salerno, seguendo le lezioni di giureconsulti come Giovanni Nicola de Vicariis, Roberto Maranta e Severo de Petrutiis. Tornato a Napoli e conseguita la laurea, iniziò la pratica forense ma, a causa della peste propagatasi in quel periodo, si stabilì a Trani, con la mansione di giudice regio.
Successivamente, si recò a Bari e sposò Terenzia Filippucci, figlia di un notaio. Nel capoluogo pugliese, divenne un noto giurista e strinse rapporti con la regina Bona Sforza, divenendone un fidato consulente. Nel 1530 fu governatore di Conversano, nel 1538 ebbe la stessa carica a Rossano. Rimasto vedovo nel 1534, si risposò cinque anni dopo la diciannovenne Antonia Ventura. Tra il 1545 e il 1549, Massilla si spostò a Cracovia come uditore generale per gli Stati feudali posseduti da Bona Sforza in Italia meridionale.
Nel 1550, soggiornò per tre mesi a Padova, per curare l'edizione dei suoi commentarii. Morì a Bari nel 1580. Durante la sua vita scrisse diverse opere, la maggior parte sono andate perdute. Solamente due sono edite: Commentarii super consuetudinibus praeclarae civitatis Bari, iniziata a Cracovia e terminata a Padova, e Cronaca sulle famiglie nobili di Bari, pubblicata nel 1881 dallo studioso napoletano Francesco Bonazzi.